# Josef Václav Justin Michl
Josef Václav Justin Michl, zvaný Drašar (10. září 1810 Polička – 13. března 1861 Březiny) byl český národní buditel, katolický kněz, středoškolský profesor a spisovatel.

## Život
Narodil se v Poličce, kde je na jeho rodném domě pamětní deska. Vstoupil do piaristického řádu, studoval a působil v Praze, kde se též věnoval literární činnosti. Věnoval se filologii, dějepisu a vlastivědě, psal učebnice. Dva roky byl přispěvatelem časopisu Česká wčela. Znal se osobně s Karlem Hynkem Máchou, Josefem Kajetánem Tylem, Jánem Kollárem, Janem Kadavým a dalšími postavami českého a slovenského národního obrození. Po přeložení z Prahy učil na piaristických školách ve městech Slaný, České Budějovice, Beroun, Rychnov nad Kněžnou, Mikulov a v piaristické koleji ve Staré Vodě. V roce 1850 se rozešel s piaristy a začal učit na evangelické škole v Březinách. Jeho životní osudy inspirovaly Terezu Novákovou k napsání románu Drašar.

## Dílo
- Auplný literaturnj létopis, čili, Obraz slowesnosti Slowanůw nářečj českého w Čechách, na Morawě, w Uhřjch atd., od léta 1825 až do léta 1837
- Auplný literaturnj létopis, čili Obraz slowesnosti slowanůw nárecj ceského w Cechách, na Moravě, w Uhrjih atd., od léta 1837
- Slowo o českých wěcnicech w Rakownjce a Liberce
- Krátké nawedenj k počjtánj z hlawy: se zásobau 355 přjkladůw a uloženj: pro učitele a učence na triviálnjch a hlawnjch sskolách, též odrostlegssj wěku
- Ilirski pravopis (Pravopis ilyrský)
- Ustroj češkoga jezika s pravopisnoga gledišta (Soustava jazyka českého z hlediště pravopisného)
- Rozdjl mezi gazykem českým a illyrským; Razlika meďu jezikom českim i ilirskim : s abecednom sla’vanskom, hrestomatiom i slovstvom pomoćnich kňig
- Polička, králowské wěnné město w Čechách
- Životopis Karla Hynka Máchy